# 宋欽
宗 欽（そう きん、生年不詳 - 450年）は、中国の五胡十六国から北魏にかけての学者。字は景若。本貫は金城郡。

## 経歴
後涼の太常卿の宗燮（字は文友）の子として生まれた。若くして学問を好み、儒者として河右で名を知られた。北涼の沮渠蒙遜に仕え、中書郎・世子洗馬となった。「東宮侍臣箴」を上書したほか、『蒙遜記』10巻を編纂した。
太武帝が涼州を平定すると、宗欽は平城に移り、臥樹男の爵位を受け、鷹揚将軍の位を加えられ、著作郎に任じられた。高允に手紙を書いて詩を贈り、高允も詩を返書すると、おたがいの詩の美しさが賞賛された。
450年（太平真君11年）、崔浩が処刑されると、宗欽も連座して処刑された。
弟の宗舒（字は景太）は、沮渠蒙遜に仕えて庫部郎中となり、宗欽とともに北魏に帰順して句町男の爵位を受け、威遠将軍の位を加えられ、名声は宗欽に次ぐものがあった。

## 伝記資料
- 『魏書』巻52 列伝第40
- 『北史』巻34 列伝第22